# Imerio (ammiraglio)
Imerio (in greco antico: Ἱμέριος?, Himérios, in latino Himerius; fl. 900-912) è stato un funzionario e ammiraglio bizantino. Oltre a essere un alto funzionario dell'amministrazione imperiale bizantina, egli fu anche il drungario (comandante della marina) durante la ripresa dei conflitti navali con le flotte musulmane nel periodo compreso tra il 900 e il 912. Egli fu attivo durante il regno dell'imperatore Leone VI il Saggio (che regnò tra l'886 al il 912).

## Biografia
Non si sa nulla dei primi anni della sua vita. Imerio era lo zio di Zoe Carbonopsina, l'amante e in seguito la moglie dell'imperatore Leone VI, e la sua carriera dovette molto a questa relazione. Dopo aver iniziato come protasecreta (capo della cancelleria), venne nominato comandante della marina nel 904, quando una flotta musulmana al comando di Leone di Tripoli si era già diretta a Costantinopoli e aveva sconfitto il drungario Eustazio Argiro. Questi fu rimpiazzato da Imerio a capo della flotta imperiale, però il nuovo comandante non dovette combattere giacché gli arabi si ritirarono di loro iniziativa. Le due flotte si incontrarono al largo dell'isola di Taso e i bizantini scelsero di non combattere. Come risultato, gli arabi riuscirono a saccheggiare Tessalonica, la seconda citta bizantina più grande, e navigarono verso casa senza essere opposti.
Nel giorno di San Tommaso (6 ottobre) del 906, Imerio raggiunse la sua prima vittoria sugli arabi. Fu probabilmente dopo di essa che gli venne concessa l'alta carica di logoteta del dromo (ministro degli affari esteri). Nel 909 conseguì una nuova vittoria e l'anno successivo diresse una spedizione nelle coste della Siria, durante la quale Laodicea venne saccheggiata, la sua regione costiera devastata e furono fatti molti prigionieri, tutti avvenimenti con perdite minime per i bizantini. Nella stessa spedizione, Imerio sbarcò a Cipro, che nei secoli era stata una zona smilitarizzata sotto il dominio del califfato. La riconquista dell'isola fu temporanea, in quanto nel 911-912 Damiano di Tarso assalì l'isola e Cipro tornò al suo status precedente.
Nell'autunno del 911, Imerio fece un nuovo tentativo per recuperare Creta, a capo di una flotta di 144 dromoni e 43000 uomini, e assediò Candia (allora chiamata Chandax), la capitale dell'isola. L'assedio durava da sei mesi quando giunsero delle notizie da Costantinopoli sullo stato di salute dell'imperatore, che era malato e prossimo alla morte. Imerio dunque abbandonò l'assedio che non portava frutti e partì alla volta della capitale imperiale. Durante la traversata del ritorno, nell'aprile del 911, quanto la flotta circumnavigava l'isola di Chio, avvenne un'imboscata dai saraceni guidati da Leone di Tripoli e Damiano di Tarso. I bizantini furono annientati e Imerio scappò per un pelo. Dopo la sua disfatta e la morte dell'imperatore Leone, Imerio venne destituito dal nuovo imperatore, Alessandro, che lo esiliò nel monastero di Camba, dove sarebbe morto in seguito (secondo alcune fonti sei mesi dopo).